# Durbe
Durbe è un comune della Lettonia situato nella zona occidentale del Paese che nel 2009 contava 3.484 abitanti.

## Storia
Il 13 luglio 1260 fu sede dello scontro tra il Gran Ducato di Lituania, comandato da Treniota, e i cavalieri dell'Ordine Teutonico. La battaglia si concluse con una netta sconfitta dei Crociati, che persero 150 cavalieri, e fece riconquistare ai Lituani vaste porzioni di territorio perdute nei venti anni precedenti.

## Geografia antropica

### Suddivisioni amministrative
Il comune è stato istituito nel 2009 ed è formato dalle seguenti unità amministrative:
- Tadaiķi
- Durbe, sede comunale
- Dunalka
- Vecpils